# مهدي عبد الفتاح منصور
مهدي عبد الفتاح منصور (مواليد 13 يناير 1996) لاعب كرة قدم بحريني يلعب حاليا لصالح نادي الدرجة الثانية مدينة عيسى البحريني في مركز المهاجم من 2014.

## منتخب البحرين
شارك مهدي مع منتخب البحرين الأولمبي.